# Préstamos entre particulares y empresas
El préstamo entre particulares y empresas (del inglés peer-to-business lending o p2b Lending, o simplemente crowdlending), consiste en la financiación mediante préstamos o créditos a pequeñas y medianas empresas, por medio de una red con un elevado número de prestamistas particulares o empresas que invierten su capital privado o ahorros a cambio de un tipo de interés.
Las empresas, normalmente, han de demostrar su calidad crediticia y también su nivel de morosidad para ser clasificadas y calificadas, con el fin de aportar información sobre su riesgo a los prestamistas. Los tipos de interés dependerán de la calificación de la empresa, así como la demanda de préstamo por parte de los inversores.
Se presenta como una alternativa a los servicios bancarios u otras entidades financieras tradicionales al aportar una solución al contexto económico actual, ya que el acceso a la financiación a través de estos medios es cada vez  más difícil. También apuesta por la formación de un mercado con libre formación de precios, transparencia y eficiencia.

## Historia
Es una de las modalidades dentro del micromecenazgo, concretamente, dentro del Crowdfunding lending-based (financiación en masa basada en préstamos). La otra variante principal es el préstamo entre particulares, también conocido como peer-to-peer lending o p2p lending.
El micromecenazgo se empezó a popularizar cuando en 1997, una banda de música rock utilizó internet para su financiación, pero se puede incluso tirar más atrás si se considera que en 1884 el gobierno de EE. UU. recaudó dinero voluntario de los ciudadanos para la Estatua de la Libertad. Más adelante, empezaron a salir plataformas para permitir que el micromecenazgo se convirtiera en préstamo entre particulares.
Actualmente, este modelo de financiación está desarrollando todo un mercado a partir de plataformas en línea (marketplace), donde conectan directamente a personas que buscan obtener un rendimiento de sus ahorros o capital y empresas que necesitan financiación. Los factores determinantes de este crecimiento son:
- El rápido desarrollo del uso de Internet y de las nuevas tecnologías en línea, así como el comercio electrónico.
- La popularidad de las redes sociales y otras comunidades en Internet.
- Constante negativa o difícil acceso al crédito a las empresas por parte de las entidades financieras.
- El mayor control y previsión sobre las inversiones que tienen  los inversores, frente a modelos basados en Private equity.
- La creciente sofisticación de los inversores que, cada vez más, se sienten capaces y facultados para manejar sus propias inversiones.
- La demanda por parte de los inversores de alternativas más económicas, éticas y transparentes a los productos y servicios financieros tradicionales, sobre todo desde el inicio de la crisis económica del 2008.

## Características delcrowdlending
- Además del beneficio social, se busca un beneficio económico.
- Puede suponer un importante ahorro en costes de financiación para las empresas y mejores retornos a particulares.
- No lleva, generalmente, asociado otros productos financieros (cuentas bancarias, seguros, pólizas…).
- No es necesaria una relación previa o posterior entre prestamista y prestatario.
- Las plataformas sirven de conexión entre ambas partes y las transacciones se realizan a través de estas. También aportan información sobre las empresas a los inversores, así como los sistemas de pago y comprobación de la veracidad de los datos.
- Tanto las plataformas como los prestatarios divulgarán sus necesidades y buscarán prestamistas para operar en la web y apoyar su proyecto empresarial.
- Normalmente, las empresas tienen un límite temporal para conseguir la financiación.
- Se pretenden evitar prácticas tipo usura estableciendo tipos de interés razonables, acordes con el riesgo del préstamo, generalmente, iguales o mejores que los ofrecidos por los bancos.

### Clasificación de empresas por las plataformas
Cada plataforma clasifica las empresas de maneras diferentes, así como su acceso a diferentes tipos de créditos. Sin embargo, comparten las siguientes características:
- Las empresas han de ser capaces de demostrar su actividad y legalidad.
- Han de responder directamente a los prestatarios, según las condiciones del préstamo cerrado a través de la plataforma de Crowdlending.
- Pueden conseguir intereses menores que a través de otras formas de financiación.
- Han de presentar la información demandada con tal de que cada plataforma decida si tienen un perfil apto.

### Inversores encrowdlending
Cada plataforma ofrece productos diferentes. Sin embargo, comparten las siguientes características:
- No tienen por qué tener experiencia previa en inversiones o conocimientos financieros.
- No tienen obligación de exclusividad de inversión con la plataforma.
- Pueden elegir en qué empresas invertir (no reciben más asesoramiento que la información sobre la calificación de la empresa que pide financiación).
- Pueden obtener mejores combinaciones de rentabilidad y riesgo que mediante otras formas de inversión.
- No tendrán derechos (aparte de los vinculados con el préstamo) sobre la empresa a la que presta ni participarán en la actividad o gestión de la misma. No podrán decidir o cuestionar que hará la empresa con el dinero del préstamo.
- Es posible que no reciban ningún tipo de garantía, por tanto, son totalmente responsables de gestionar sus inversiones y decisiones. Aunque una gran parte de plataformas que ofrecen una "Garantía de recompra" con la cual garantizan la recompra del préstamo en caso de impago.
- Los riesgos asociados a la inversión son varios: impago o quiebra de la empresa, cambios en tipo de interés o en las perspectivas económicas de la empresa o economía en general.
- Es recomendable diversificar entre varios préstamos, plataformas y países para que en caso de quiebra del prestatario, plataforma o que empeore la situación económica de un país la inversión se vea menos afectada.

## Plataformas deCrowd Equity,Crowlending,Invoice TradingyAgregadores de Crowdlending

### Plataformas deCrowd Equity
Son aquellas que invierten en empresas sin cotizar.
- Crowdcube
- La Bolsa Social
- Socios e Inversores
- Lignum Captital

### Plataformas deCrowdlending
Algunas de las plataformas de crowdlending  o también denominadas Plataformas de Financiación Participativa en España son:
- CivisLend
- Growly
- Arboribus (cerrada)
- Lendix
- Zank (Préstamos Personales)
- Excelend  (Préstamos Personales)
- Socilen
- Colectual

### Plataformas deInvoice Trading
Invoice Trading es una modalidad dentro del Crowdlending con la especial particularidad que en vez de financiar proyectos empresariales o préstamos personales, están orientadas a financiar el anticipo de facturas o descuentos de pagares de empresas. Algunas de estas empresas españolas son:
- Finanzarel
- NoviCap
- Comunitae (cerrada)
- Circulantis
- MyTripleA
- Crealsa
- Borrox

### Foros deCrowdlending
En España hay varios foros de crowdlending sobre Plataformas de Financiación Participativa 